# Burgruine Kronest
Die Burgruine Kronest (auch: Bibrachstein) ist die Ruine einer Höhenburg auf 600 m ü. A. etwa zwei Kilometer nördlich von Neumarkt im Mühlviertel in Oberösterreich. Um 1334 wurde die Burg Kronest das erste Mal urkundlich erwähnt, bereits um 1609 wurde sie nicht mehr bewohnt.

## Lage
Der Bau liegt auf einer niedrigen Felskuppe in der Nähe des Dorfes Kronast. Die Ruine ist von der Straße in Kronast nicht zu sehen, da der Burgberg heute komplett von Bäumen und Gesträuch verwachsen. Wenn man vom Tennisplatz Richtung den kleinen Hügel in Richtung Süden geht, so stößt man auf das Gemäuer.

## Geschichte
Die erste urkundliche Erwähnung stammt aus dem Jahr 1334, als der Landrichter des Machlandes zu Freistadt, Friedrich Schrautolf, von den Landesherren Eberhard V. und Reinprecht I. von Walsee die Bewilligung für den Neubau zu Chronest erhielt. Da der Grund dem Stift Sankt Florian gehörte, musste er jährlich zehn Pfennige Steuer an das Stift zahlen. Zusätzlich musste er ein Bauerngut als Entschädigung übergeben. Im Jahr 1377 kaufte Hans der Lasberger die Burg (Chranest) und zahlte ebenfalls die Steuer an das Stift. Die damalige Bezeichnung war Turm des Schrautolfs, was auf einen ehemaligen Wohnturm hinweist (turris Schrautolfi). Im Zuge der Hussitenkriege wurde die Burg in Mitleidenschaft gezogen, der Wehrturm brannte um 1428 ab. Der heutige Name Kronest, der Krähennest bedeutet, kam um diese Zeit auf.
Um 1455 wurde ein Caspar von Alharting als Besitzer genannt. Im Jahr 1508 war die Burg ein landesfürstliches Lehen. Veit von Zelking verkaufte 1527 die Hälfte der Burg an den Piberhof und vereinigte die Burg mit der Herrschaft Weinberg. Im selben Jahr wurde die Burg an das Geschlecht der Thürheimer verkauft, die nach der Gegenreformation das Schloss Weinberg erwarben. Die Thürheimer bezeichneten die Burg als Bibrachstein, benannt nach der Burg „Bibrachzell“ (heute „Biberachzell“, einem Ortsteil von Weißenhorn im Landkreis Neu-Ulm in Bayerisch-Schwaben), einer ihrer Stammburgen. Die letztgenannte Bezeichnung konnte sich nicht durchsetzen. 
Die letzte urkundliche Erwähnung stammt von 1602, Kronest wird als ödes Stöckl bezeichnet. Seitdem verfiel die Burg zusehends und ist heute nur mehr eine Ruine.

## Kronest heute
Die Burg hatte eine quadratische Grundfläche von 144 Quadratmetern mit je 12 Meter langen Mauern. Die Mauerstärke im Erdgeschoß wies eine Stärke von einem Meter auf, im ersten Stock rund 80 Zentimeter.
Von der Burg sind heute noch drei Außenmauern sichtbar, die Ostwand, der ehemalige Eingang, ist völlig verschwunden. Die Burg war eher eine Wohnanlage als eine Wehranlage. Lediglich der Eingang war in fünf Metern Höhe, um sich zu schützen. Einer Belagerung konnte die Burg nicht standhalten, daher auch die teilweise Zerstörung in der Zeit der Hussiteneinfälle ins Mühlviertel. Die rötliche Verfärbung auf der Innenseite verweist darauf, dass der feste Ansitz durch eine Brandsprengung untergegangen ist. Bauern der Umgebung verwendeten Steine für ihre Häuser und trugen so zum Abbruch der Burg bei.
Die noch sichtbaren Balkenlöcher zeigen die ehemaligen beiden Stockwerke samt Dachgeschoß an. Früher soll ein Gang vom Keller der Burg in den Wald zu einem unterirdischen Brunnen geführt haben, neben der Wasserversorgung diente dieser Gang als Fluchtmöglichkeit.

## Bilder

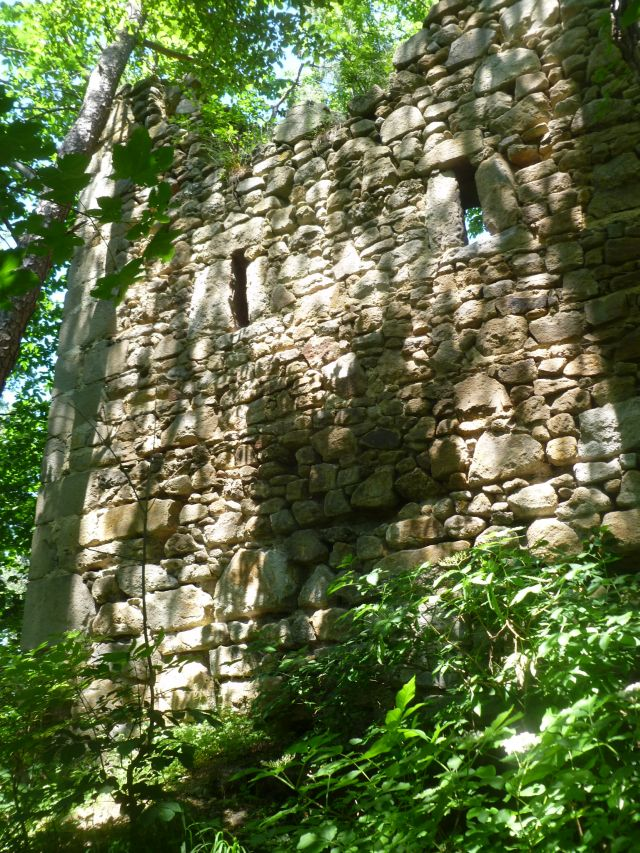
Burgruine Kronest: Außenmauer
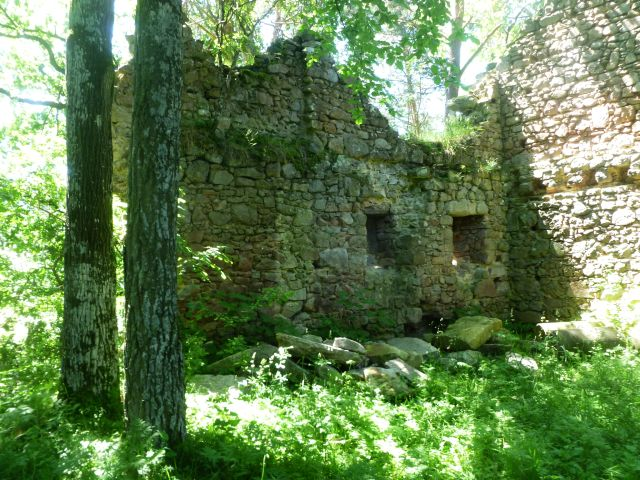
Burgruine Kronest: Südliche Wand
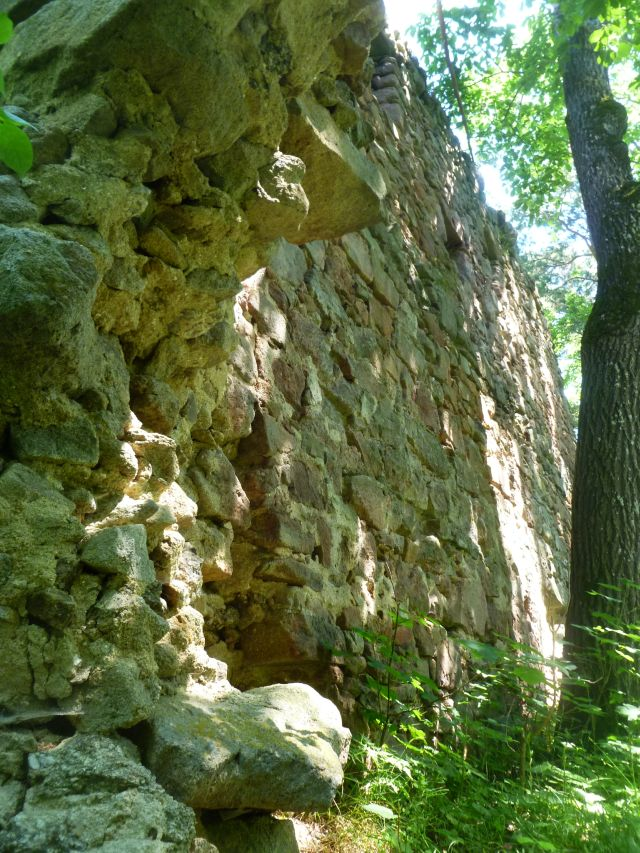
Burg Kronest: Außenwand
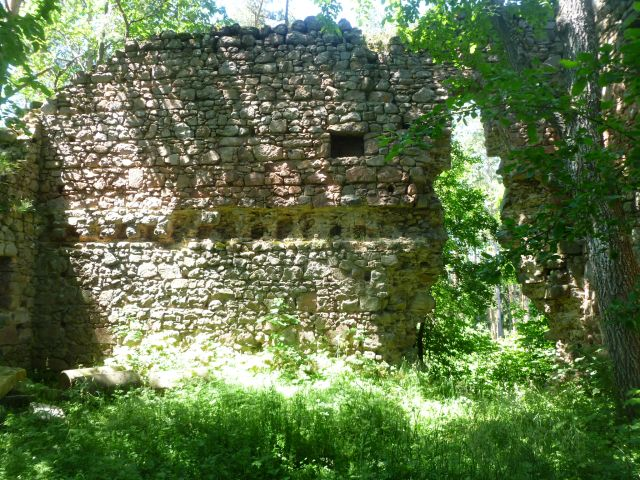
Burg Kronest: Westliche Innenwand
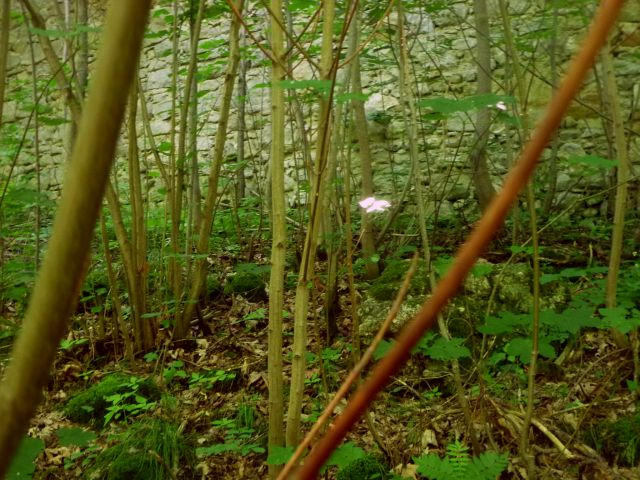
Burg Kronest: Verwachsener Burgberg